# NGC 6596
NGC 6596 (другое обозначение — OCL 41) — рассеянное скопление в созвездии Стрелец.
Этот объект входит в число перечисленных в оригинальной редакции «Нового общего каталога».